# Estadi Comunal (Andorre-la-Vieille)
Pour les articles homonymes, voir Estadi Comunal.
L'Estadi comunal d'Andorre-la-Vieille est un stade à multi-usages basé à Andorre-la-Vieille, en Andorre. Il est principalement utilisé pour les rencontres de football. Le stade possède également une piste d'athlétisme.

L'enceinte a une capacité de 838 places.

## Histoire
Il sert de stade d'accueil pour les rencontres du championnat d'Andorre de football de première et de deuxième division, les matchs se partagent entre ce stade et l'Estadi comunal d'Aixovall. Il accueille également les rencontres de Coupe d'Andorre et de la Supercoupe d'Andorre de football.
Jusqu'à l'inauguration de l'Estadi Nacional en 2014, l'Estadi comunal accueillait aussi les rencontres à domicile de l'équipe d'Andorre de football.
Le stade a aussi accueilli les épreuves d'athlétisme des jeux des petits États d'Europe 2005.